# Хрущёвка (Данковский район)
Хруще́вка — деревня Спешнево-Ивановского сельсовета Данковского района Липецкой области.

## История и название
В документах 1677 г. отмечается, что в Данковском уезде, на р. Вязовке была поместная земля служилого человека Ф. Г. Хрущева, принадлежащего к русскому дворянскому роду, известному с XV века, многочисленного в XVII в. Он поселил здесь деревню, которая получила название Хрущевка.
Хрущевка была богатой деревней: через 20 лет после отмены крепостного права в 1861 году 40 дворов (из 61) имело по 2 и более лошади.

## Население
| 1859 | 1897 | 1906 | 2010 |
| ---- | ---- | ---- | ---- |
| 421  | ↗765 | ↘565 | ↘7   |